# De tre bockarna Bruse

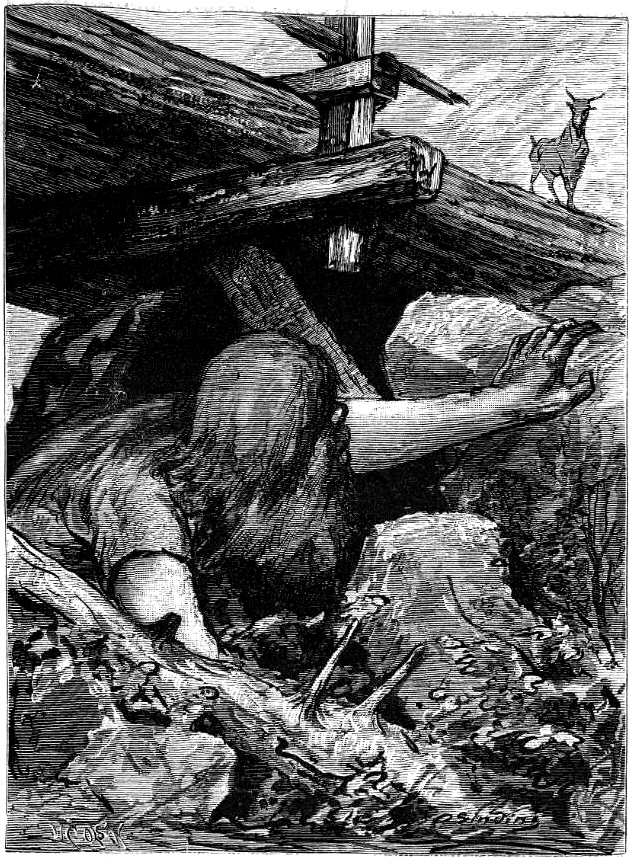
Illustration av Otto Sinding till De tre bukkene Bruse i Norske folke- og huldre-eventyr från 1879.

De tre bockarna Bruse är en folksaga nedtecknad 1840 i Norge av Peter Christen Asbjørnsen och Jørgen Moe i Norske folkeeventyr. I den norska filmen Trolljägaren används historien som inspiration till en scen innehållande ett troll under en bro och tre getter.

## Handling
Sagan handlar om tre bockar, lilla bocken Bruse, mellanbocken Bruse och stora bocken Bruse. Dessa beslutar sig för att gå till sätern för att äta sig tjocka och feta. Då måste de korsa en fors, genom att gå över en bro. Under bron bor ett troll, som störs av bockarnas trippande, Han hotar då med att äta upp lilla bocken Bruse och sedan mellanbocken Bruse. Dock lyckas lilla och mellanbocken Bruse ta sig förbi, genom att fresta trollet med nästkommande bock, som är mycket större och fetare än de själva. Sagt och gjort får varje bock passera. När det blir den stora bocken Bruses tur, är denne så stor och stark att den kan stånga trollet ner i forsen och passera ändå.

## Sensmoral
"Den som gapar efter mycket mister ofta hela stycket" (trollets egenskaper). Liten och slug kan också vara bättre än stor och stark (lilla bocken Bruses egenskaper).